# Carlo Acutis
Pour les articles homonymes, voir Acutis.
Carlo Acutis, né le 3 mai 1991 à Londres et mort le 12 octobre 2006 à Monza d'une leucémie, est un adolescent italien. Il est connu comme le « cyber-apôtre » des miracles eucharistiques et des apparitions mariales. Il est vénéré comme bienheureux par l'Église catholique et fêté le 12 octobre.

## Biographie

### Enfance
Carlo Acutis est né le 3 mai 1991 à Londres dans une famille bourgeoise italienne, originaire de Lombardie, plutôt traditionnelle (avec deux grands-mères issues de la noblesse), catholique mais non pratiquante. Ses parents, Andrea Acutis et Antonia Salzano, sont alors en Angleterre, où son père est en poste.
En septembre 1991, la famille Acutis retourne en Italie et s'installe à Milan. Au témoignage de sa mère, Carlo Acutis manifeste une piété précoce, récitant quotidiennement le chapelet dès l’âge de quatre ans et demi, et demandant à entrer dans toutes les églises pour, disait-il, « saluer le Christ ».
Il a une dévotion particulière pour l'eucharistie et pour la Vierge Marie, qu'il définit comme « l'unique femme de sa vie ». Dès son plus jeune âge, il manifeste le désir de recevoir la communion. Devant son insistance, ses parents consultent Pasquale Macchi, ancien secrétaire de Paul VI. Ayant constaté la maturité spirituelle du garçon, le prélat l'autorise à faire sa première communion dès l'âge de sept ans. La cérémonie a lieu au monastère des ambrosiennes de Perego le 16 juin 1998. Dès lors, et jusqu'à sa mort, il participe chaque jour à la messe. Il récite quotidiennement le rosaire et se confesse une fois par semaine.

### Jeunesse
D'apparence ordinaire, il a des amis, aime le football et les animaux. Il est très intéressé par le monde de l'informatique. Il fait des montages de films, crée des sites internet (notamment pour sa paroisse et son lycée) et se met au service des enfants, des personnes âgées et des plus pauvres, auxquels ce monde était moins accessible.
Son œuvre la plus importante est une exposition à la fois itinérante et disponible sur Internet recensant et expliquant les miracles eucharistiques ayant eu lieu à travers le monde,.
Pour sa scolarité, il fréquente l'école des Marcellines de Milan puis l'Institut Léon XIII (en), lycée tenu par les Jésuites. Il n’hésite pas à défendre ses camarades en situation de handicap et victimes d’intimidations. Dans l'aumônerie du lycée, Carlo exerce une certaine influence par son exemple. Il transmet notamment l'importance qu'a pour lui l'eucharistie : « C'est l'autoroute qui mène au ciel ».
Il occupe son temps libre à visiter les personnes âgées et économise son argent pour le donner aux plus nécessiteux.

### Maladie et mort
Début octobre 2006, ses proches le croient affecté d'une grosse grippe ; c'est en réalité une leucémie foudroyante, de type 3. Il est hospitalisé à la clinique San Gerardo de Monza. Il étonne le personnel médical par son souci des autres et par sa bonne humeur, alors qu'il est en phase terminale. Il meurt au petit matin du 12 octobre 2006, à l'âge de quinze ans. Il est inhumé d'abord à Ternengo (Piémont), puis sa dépouille est transférée à Assise.

## Postérité

### Reconnaissance par l’Église catholique

#### Béatification et canonisation
Le 13 mai 2013, la cause pour la béatification et la canonisation de Carlo Acutis est introduite par l'archidiocèse de Milan. Le 24 novembre 2016, l'enquête diocésaine est transmise à Rome afin d'y être étudiée par la Congrégation pour les causes des saints.

Tombe de Carlo Acutis au Sanctuaire de la Spoliation à Assise, en Italie.

Le 23 juin 2018 a lieu la reconnaissance canonique du corps de Carlo Acutis. Selon les propos de Nicola Gori, postulateur de la cause, le corps a été retrouvé intègre après l'ouverture de son cercueil, c’est-à-dire, muni de tous ses organes, comme l'a précisé en septembre 2020 l'évêque d'Assise, après une polémique sur la compréhension du langage propre à la procédure canonique.
Après le rapport positif des différentes commissions, le pape François procède, le 5 juillet 2018, à la reconnaissance des vertus héroïques de Carlo Acutis, lui décernant le titre de vénérable. En mars 2019, il le donne en exemple lors de son exhortation apostolique Christus vivit, pour avoir été « capable d’utiliser les nouvelles techniques de communication pour transmettre l’Évangile, pour communiquer valeurs et beauté ».
En juillet 2018, une enquête canonique débute sur le cas d'une guérison inexpliquée, attribuée à l'intercession de Carlo Acutis. Il s'agit d'un enfant brésilien, atteint d'une déformation grave du pancréas. En 2010, après que ses proches eurent prié Carlo, le pancréas revint de lui-même à la normale, sans intervention chirurgicale, qui aurait pu coûter la vie au jeune garçon,. Les expertises médicales ne concluant à aucune explication scientifique, le dossier est présenté au Saint-Siège. Le 21 février 2020, le pape François reconnaît que le miracle attribué à Carlo est authentique, et signe le décret de sa béatification,. Carlo Acutis est béatifié le 10 octobre 2020.
Carlo Acutis est solennellement proclamé bienheureux le 10 octobre 2020, au cours d'une messe célébrée dans la basilique Saint-François d'Assise, par le cardinal Agostino Vallini,. Aux 3000 personnes qui assistent à la béatification s'ajoutent les parents du nouveau bienheureux, troisième cas similaire dans l'histoire de l'Église.
Le 23 mai 2024, un deuxième miracle est officiellement reconnu par le Vatican et annoncé par le Dicastère pour les causes des Saints. Il s’agit de la guérison, suite à un pèlerinage sur la tombe de Carlo Acutis par la mère d’une jeune Costaricienne, Valéria, ayant subi un très grave traumatisme crânien, après une chute à vélo à Florence, en juillet 2022,. Par décret, le pape François approuve donc la convocation d’un Consistoire qui porte sur la canonisation des bienheureux Joseph Allamano, Marie-Léonie Paradis, Hélène Guerra et Carlo Acutis.
Le bienheureux Carlo Acutis devait être canonisé le 27 avril 2025 à Rome, lors du Jubilé des adolescents qui devait se tenir en la cité du 25 au 27 avril 2025, mais la cérémonie a été reportée en raison de la mort du pape François, survenue le 21 avril 2025.
Le 13 juin 2025, le pape Léon XIV décrète que Carlo Acutis serait canonisé le 7 septembre 2025, en même temps que Pier Giorgio Frassati.

#### Dévotion
Le 6 avril 2019, la dépouille de Carlo Acutis est transférée à l'église Sainte-Marie Majeure d'Assise devenue en 2016 le Sanctuaire de la Spogliazione,.
Le 1er octobre 2020, le tombeau de Carlo Acutis a été ouvert, afin d'exposer sa dépouille à la vénération des fidèles, dans le cadre des événements en vue de sa béatification. Depuis le 1er juin 2022, la tombe vitrée du bienheureux Carlo Acutis est visible tous les jours de l’année. Elle est exposée à Assise dans l'église Santa Maria Maggiore, lieu de pèlerinage,.
Une chapelle lui a été consacrée dans l’église de Salzinnes en 2023,.

### Bande dessinée
- Bénédicte Delelis, Carlo Acutis, Editions de l'Emmanuel, 2022, 140 p., Dès 11 ans (ISBN 978-2384330119).
- Fabrizio Russo (Illustrations) et Camille W. de Prévaux, Carlo Acutis : Un saint pour la jeunesse, Plein Vent, 2022, 48 p. (ISBN 978-2492547560).
- Emilie Droulers (Illustrations), Véronique Gourdin (Couleurs) et Paul de Vulpillières (Rédacteur), Carlo Acutis : En route vers le Ciel, Editions de l'Emmanuel, 2023, 49 p., dès 9 ans (ISBN 978-2384330478).
- Jean-Baptiste Maillard, Marie Maillard et Clémence Meynet, Raconte-moi la belle histoire de Carlo Acutis, Le Sénevé, coll. « Raconte-moi la belle histoire », 2024, 80 p., dès 6 ans (ISBN 978-2357703759)
- Véronique Duchâteau et Cécile Guinement (Illustrations), Carlo Acutis et les miracles eucharistiques, Pierre Téqui éditeur, coll. « Les Petits Pâtres », 2024, 32 p., dès 5 ans (ISBN 978-2740325957).